# 28107 Sapar
28107 Sapar è un asteroide della fascia principale. Scoperto nel 1998, presenta un'orbita caratterizzata da un semiasse maggiore pari a 2,6478962 UA e da un'eccentricità di 0,0807156, inclinata di 14,49972° rispetto all'eclittica.